# Ultimax 100

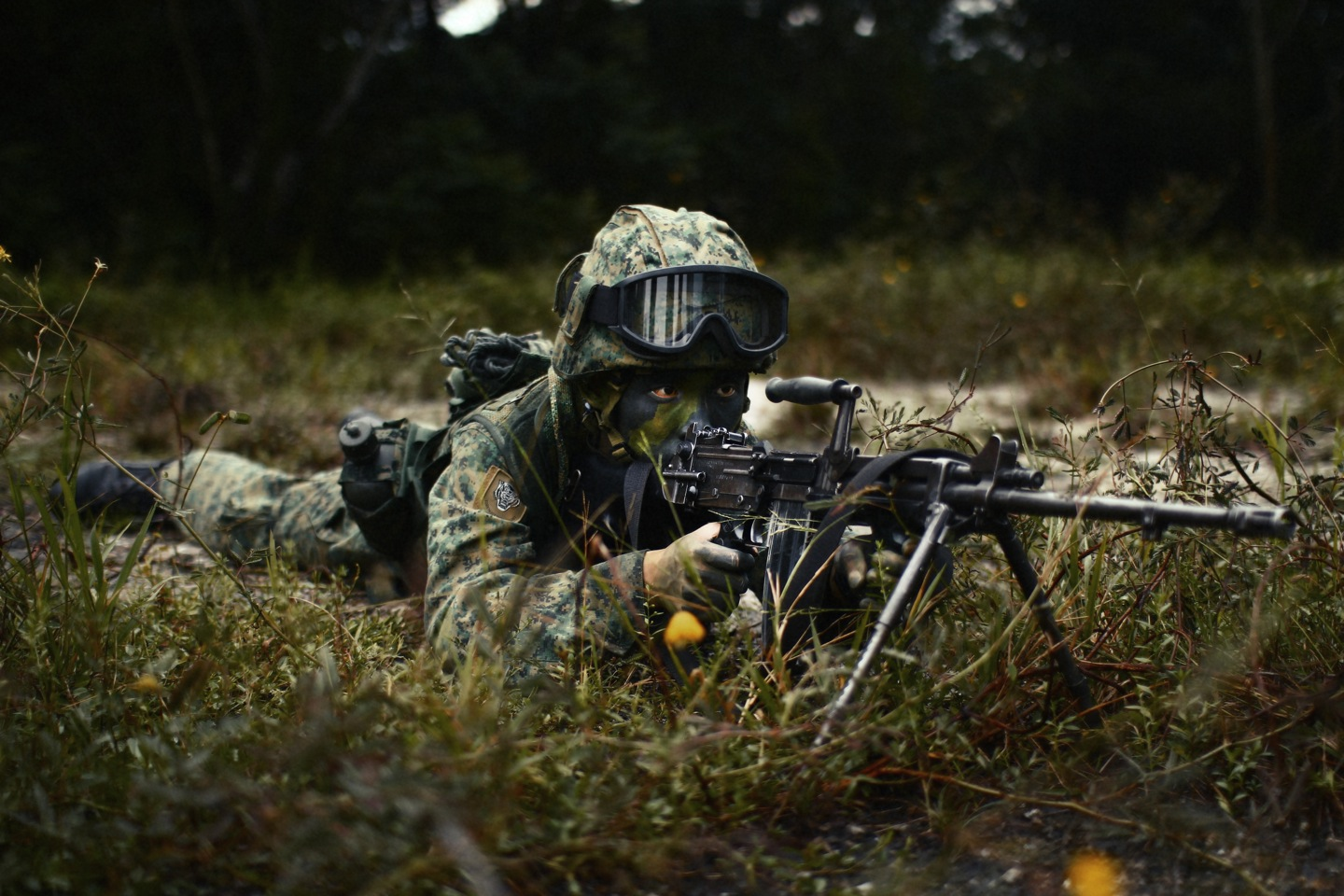
Сінгапурський солдат з Ultimax Mk2

Ultimax 100 — сінгапурський ручний кулемет, що використовує набій 5,56×45 мм, розроблений ST Kinetics (колишній «Singapore Technologies Engineering Ltd» або «ST Engineering)» командою інженерів під управлінням американського збройового конструктора Джеймса Саллівана, який брав участь у розробці M16, AR-15 та AR-18.

## Конструкція
У кулеметі використовується традиційна автоматика на основі відведення порохових газів із замиканням ствола поворотом затвора. Газовий поршень із коротким ходом розміщений над стволом. Є трипозиційний регулятор відведення порохових газів. Ранні моделі мали п'ятипозиційний регулятор. Затворна група при відході назад не стикається з задньою частиною ствольної коробки, що зменшує віддачу та знос автоматики. Стрільба ведеться із заднього шептала (з відкритого затвора). Перемикач режимів двострільної стрільби: безпечний режим і автоматичний вогонь.
Ранні варіанти мали незнімний ствол, але модифікація Mark 3 має швидкозмінні стволи стандартної або зменшеної довжини. Приклад швидкознімний, нескладний. Кулемет працює і при знятому прикладі. Живлення здійснюється від барабанних магазинів на 100 набоїв або від 30-зарядних магазинів від гвинтівки M16 (магазини вимагають невеликої модифікації у вигляді додаткового отвору для клямки на кулеметі).

## Варіанти
- Mark 1 — прототип зі швидкознімним стволом.
- Mark 2 — модель з незнімним стволом.
- Mark 3 — модель зі швидкознімним стволом. Ствол Mark 3 може бути стандартний або вкорочений. Вкорочений ствол (Para-варіант) використовується для десантників та підрозділів спеціального призначення.
- Mark 4 — розроблений для участі в конкурсі Корпусу морської піхоти США Infantry Automatic Rifle. Можлива установка різних УСМ (самозарядних або з можливістю стрільби безперервними чергами). У конкурсі Ultimax 100 не переміг.
- Mark 5  — покращена версія Mark 4 зі складним прикладом, планками Пікатінні, що використовує магазини від гвинтівки M16 STANAG 4179 та барабанні магазини Beta C-Mag.

## Оператори

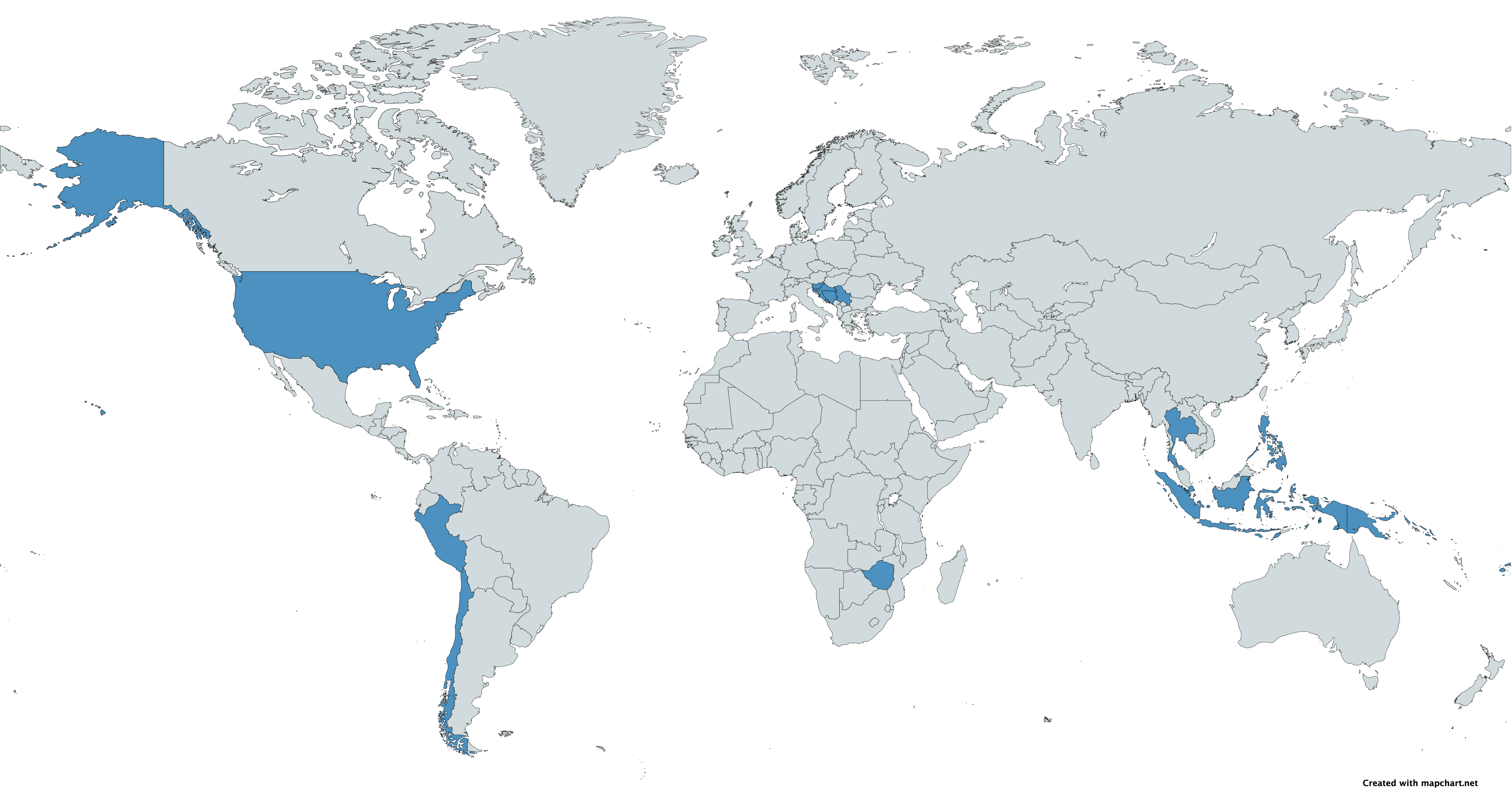
Мапа операторів Ultimax 100

- Бруней — прийнятий на озброєння як заміна легкого кулемету M16 HBAR.
- Хорватія — кулемети почали надходити на озброєння хорватської армії в першій половині 1990-х років, до кінця 1995 було отримано 2 тис. шт.
- Індонезія
- Перу
- Філіппіни
- Сінгапур
- Словенія
- Зімбабве
- США
- Сербія
- Фіджі
- Боснія і Герцеговина